# Distretto di Toyono
Il distretto di Toyono (豊能郡, Toyono-gun?) è uno dei distretti della prefettura di Ōsaka, in Giappone.
Attualmente fanno parte del distretto i comuni di Nose e Toyono.